# 烏克魯爾褶鮡
烏克魯爾褶鮡，為輻鰭魚綱鯰形目鮡科的其中一種，為熱帶淡水魚類，被IUCN列為易危保育類動物，分布於亞洲印度曼尼普爾邦親敦江流域，體長可達12公分，棲息在底層水域，生活習性不明。

## 扩展阅读
維基物種上的相關：烏克魯爾褶鮡